# 菊池光造
菊池 光造（きくち こうぞう、1936年9月5日 - 2023年4月11日）は、日本の経済学者。京都大学名誉教授。専門は労使関係。

## 経歴
九州大学総長を務めた法学者菊池勇夫の三男として福岡市に生まれる。兄に東洋史学者菊池英夫、海洋生物学者菊池泰二、弟に法学者菊池高志がいる。
福岡県立修猷館高等学校を経て、1961年、京都大学経済学部卒業。1963年、京都大学大学院経済学研究科修士課程修了（経済学修士）。1966年、京都大学大学院経済学研究科博士課程単位取得満期退学。修猷館の同期には京都大学文学部長・文学研究科長を務めた中国文学者興膳宏がいる。
1966年4月、岡山大学法文学部助手となり、1967年4月、同助教授に就任。1977年4月、京都大学経済学部助教授に転じ、1984年11月、同教授に就任。1985年3月、京都大学より経済学博士を取得。論文の題は「イギリス労使関係の構造と展開」。1986年7月から1987年4月にかけて、ロンドン大学労使関係学部客員研究員となり、このときのイギリス鉄鋼業における綴密な労使関係研究の成果が、著書『現代イギリスの労使関係』に結実している。
1995年4月、京都大学経済学部長・経済学研究科長に就任。経済学部・経済学研究科の改組再編、および大学院重点化を推し進め、成功裏に実現させた。1998年4月、京都大学附属図書館長を務めた後、2000年3月、京都大学を退官。
2015年春の叙勲で瑞宝中綬章受章。
2023年4月11日、病気のため死去。86歳没。

## 編著書
- 『労使関係の論理と展開』（共編著）有斐閣、1975年
- 『現代イギリスの労使関係』（上・下）（共著）東京大学出版会、1987年-1988年
- 『成熟世界のパラダイムシフト』（共編著）啓文社、1993年